# Supersax
Supersax was een in 1972 geformeerde Amerikaanse jazzband, bestaande uit negen muzikanten, die de muziek van Charlie Parker speelden in overeenstemmende arrangementen.

## Bezetting
- Blue Mitchell (trompet)
- Buddy Clark (basgitaar)
- Charles Loper
- Conte Candoli (trompet)
- Don Menza
- Ernie Tack
- Frank Rosolino (trombone)
- Fred Atwood
- Jack Nimitz (saxofoon)
- Jake Hanna (drums)

- Jay Migliori (saxofoon)
- Joe Lopes
- John Dentz
- Lanny Morgan (saxofoon)
- Larry McGuire
- Lawrence Marable
- Lou Levy (piano)
- Med Flory (saxofoon)
- Mike Barone
- Monty Budwig (contrabas)

- Ralph Osborne
- Ray Reed
- Ray Triscari
- Ronnell Bright (piano)
- Sue Raney
- Warne Marsh (saxofoon)
- Bill Perkins (saxofoon)
- Carl Fontana (trombone)

## Geschiedenis
De band werd vooreerst geleid door de beide oprichters Med Flory (saxofoon) en Buddy Clark (basgitaar), die tot 1975 erbij was, vervolgens alleen door Flory, die ook arrangeerde. Supersax bestond naast de ritmesectie uit vijf saxofoons (2 tenor, 2 alt, 1 bariton), trompet en trombone. De saxofonisten speelden daarbij de Parker-solo's notengetrouw (weliswaar in harmonische gedeelten), eigen solo's speelden ze niet. Als oorspronkelijke solisten onderscheidden zich (op de platen) slechts de respectievelijke koperblazers, waaronder de trompettist Conte Candoli en de trombonisten Frank Rosolino en Carl Fontana. Saxofonisten waren onder andere Warne Marsh, Bill Perkins, Jack Nimitz en Lanny Morgan. Tijdens de jaren 80 speelde de band ook met de L.A. Voices en nam met hen meerdere platen op.

## Onderscheidingen
In 1974 werd Supersax voor hun eerste plaat onderscheiden met een Grammy Award (Best Jazz Performance by a Group).

## Discografie
- 1972: Supersax Plays Bird (Capitol Records) (met o.a. Ko-Ko, Parker's Mood, Just Friends, Moose the Mooche, Night in Tunisia), met Conte Candoli, Med Flory, Joe Lopes (alt), Warne Marsh, Jay Migliori, Jack Nimitz, Ronnell Bright (piano), Buddy Clark en Jake Hanna (drums)
- 1973: Supersax Plays Bird, Volume 2: Salt Peanuts (Capitol Records), met Candoli, Fontana,
- 1974: Supersax plays Bird with Strings (Capitol Records), met Rosolino, Candoli, Lou Levy (piano)
- 1977: Chasin the Bird (MPS Records), met Candoli, Blue Mitchell (trompet), Rosolino
- 1978: Dynamite (MPS Records), met Candoli, Rosolino, Don Menza
- 1983: Supersax & L.A. Voices, Volume 1: (Epic Sony)
- 1984: Supersax & L.A. Voices, Volume 2: (Columbia Records)
- 1986: Supersax & L.A. Voices, Volume 3: Straighten Up and Fly (Columbia Records)
- 1989: Stone Bird (Columbia Records)
- 1990: The Joy of Sax
- 1998: Live in 75
- 1999: Live in 75: Japanese Tour